# Willie The New Guy
Willie The New Guy, właściwie William Brehony (ur. 24 października 1973 w Pottsville, Pensylwania, USA), amerykański muzyk, perkusista zespołu Bloodhound Gang w latach 1999–2005. Dołączył do zespołu w 1999 roku, gdy z formacji odszedł Spanky G, który nie był w stanie porozumieć się z zespołem, w szczególności z Evilem Jaredem Hasselhoffem.
Odszedł po nagraniu albumu "Hefty Fine", w drugiej połowie 2005 roku.